# YUI (女優)
YUI（ゆい、1982年9月6日 - ）は日本の女優、タレント、ファッションモデル。品田 ゆい（しなだ ゆい）としても活動。

## 来歴
- 1982年9月6日、新潟県柏崎市に生まれる。本名は品田由衣。
- 親族の結婚式で東京に来ていた際に立ち寄った渋谷でスカウトされ芸能界入り。当時はボックスコーポレーション所属。
- 日出女子学園高等学校卒業。
- 1999年11月、品田 ゆいとしてアルペンのテレビCMに加藤晴彦の相手役として登場し、話題となる。
- 同年よりグラビアアイドルとして多くの漫画誌・アイドル誌の表紙・巻頭グラビアを飾り、短期間で一躍トップアイドルへと昇りつめる。
- 2000年4月、CX系テレビドラマ『天気予報の恋人』でドラマデビュー。
- 2002年6月、YUIを名乗り、ストリートファッション雑誌『smart』のモデルとして復帰。

## 出演作品

### ドラマ
- 天気予報の恋人（フジテレビジョン、2000年）

### テレビコマーシャル
- アルペン
- 大塚ベバレジ、リフレビィ
- ブルボン、のりツナマヨネーズ、ココッピ・ナナティ

## 写真集
- ゆい -yui- （2000年、集英社）